# Santuario Yoshino Mikumari

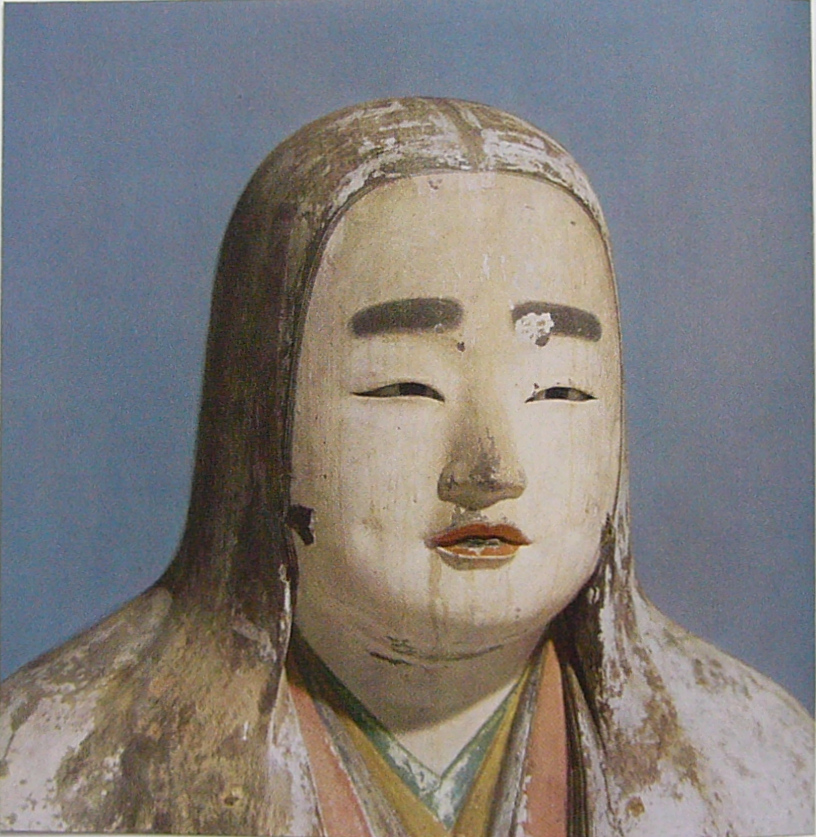
Tamayori-hime.

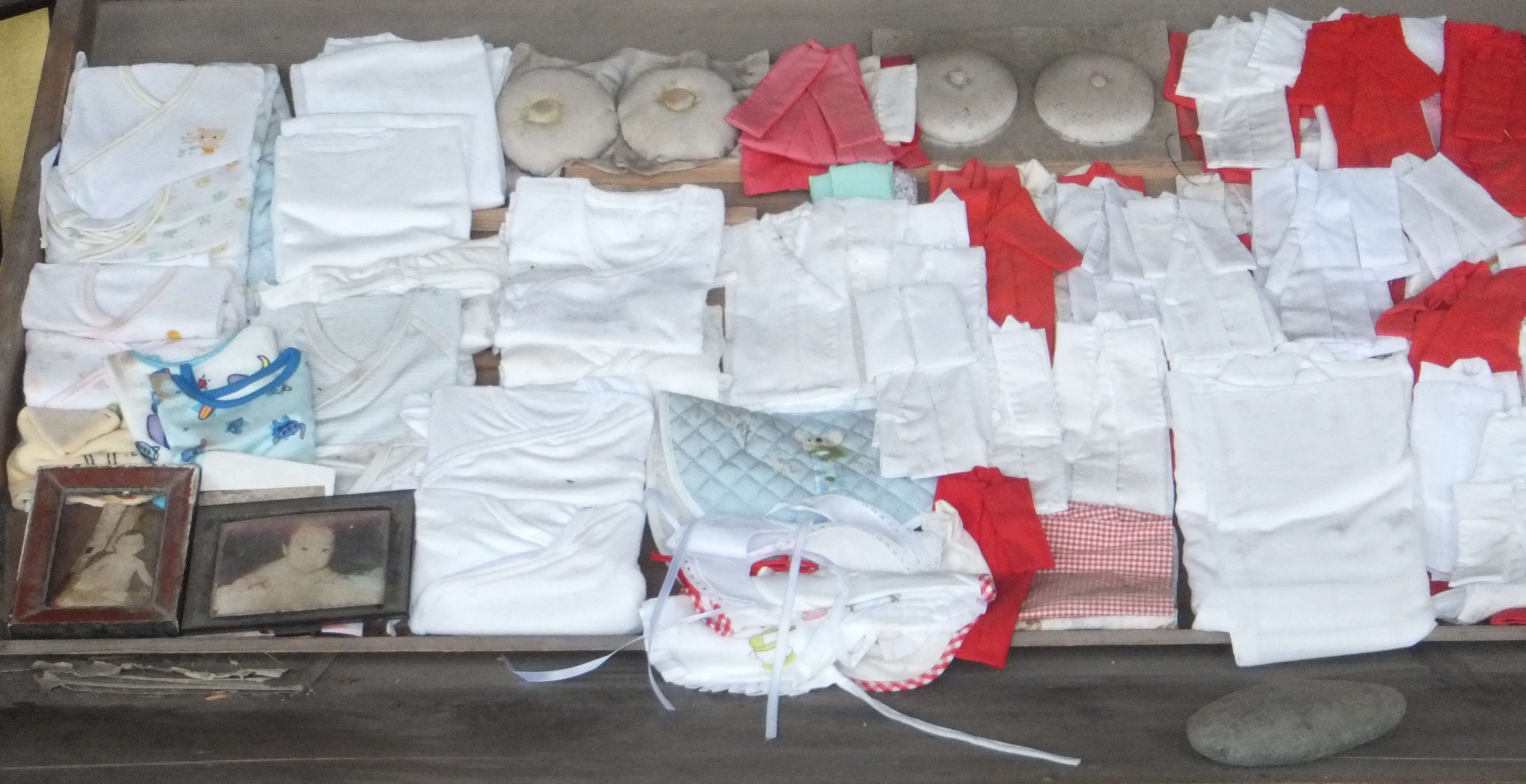
Ofrenda votiva.

El santuario Yoshino Mikumari (吉野水分神社 Yoshino Mikumari-jinja?) es un santuario sintoísta ubicado en el monte Yoshino en el distrito de Yoshino en la prefectura de Nara, Japón. Según la tradición está estrechamente relacionado con el emperador Go-Daigo. A pesar de que no existen testimonios irrefutables sobre la fecha de su construcción sí existen registros del lugar como sitio de oración en el 702 d. C. aunque los edificios actuales tienen su origen en la restauración llevada a cabo durante el mandato de Toyotomi Hideyori en 1604. También aparece mencionado en el Engishiki, escrito en 927, como importante lugar de devoción hacia mikumari.
Dicho mikumari es un kami sintoísta femenino asociado con el agua al que está dedicado el santuario. Por asociación también se considera el santuario un lugar favorecedor para rogar por la llegada o cese de la lluvia aunque su kami no esté asociado con el clima. De hecho el santuario Yoshino Mikumari es uno de los cuatro santuarios importantes dedicados a mikumari en Japón. Dado que el nombre de la deidad, mikumari, es muy parecido a la palabra japonesa para "embarazada", mikomori, la confusión entre nombres ha hecho que también sea popular como santuario de la fertilidad, de los partos sin complicaciones y protector de los niños. En el santuario se encuentran hasta veinte esculturas de diversas divinidades (estas esculturas de madera reciben el nombre de shinzo en la tradición sintoísta), la más famosa de ellas una que representa a Tamayorihime y que data de 1251.
Su honden, una Propiedad Cultural de Importancia, es una estructura inusual de nueve ken (nombre que se usa tanto para el espacio entre dos columnas como para una medida de unos 2 m de largo) de largo por dos ken de ancho. Aunque está construido en estilo nagare-zukuri existe una pequeña unidad de 1x1 ken de estilo kasuga-zukuri en el centro. Los tres edificios resultantes, cada uno un honden por separado, se encuentran todos bajo el mismo techo alargado de corteza de ciprés japonés que consta de tres gabletes a dos aguas. El santuario consta también de un torii a la entrada del complejo, un haiden y un heiden, habitaciones situadas normalmente en el mismo eje que el honden pero que en el santuario de Yoshino forman los vértices de un triángulo alrededor del jardín, y de un rōmon (puerta monumental de dos pisos) y un kairō (corredor cubierto que rodea las partes más sagradas de un monasterio o un santuario japonés).
La zona del monte Yoshino donde se encuentra el santuario es especialmente conocida en Japón por la presencia de los cerezos de Yoshino plantados entre otras variedades de cerezos a lo largo de los siglos por los monjes y ermitaños del lugar hasta un total que actualmente se dice que supera los 30000 árboles.
En 2004 se incluyó como Patrimonio de la Humanidad de la Unesco como parte de los denominados Sitios sagrados y rutas de peregrinación de los Montes Kii.